# Schefflera humblotiana
Schefflera humblotiana är en araliaväxtart som beskrevs av Emmanuel Drake del Castillo. Schefflera humblotiana ingår i släktet Schefflera och familjen araliaväxter. Inga underarter finns listade.